# Bandeira da Argóvia
Bandeira da Argóvia (em alemão: Flagge des Aargau) é uma bandeira do cantão da Suíça.

## Outras bandeiras

Bandeira da Argóvia em 1803 até 1930